# ایمره ایساک
ایمره ایساک (مجاری: Izsak Imre؛ زاده ۲۱ فوریه ۱۹۲۹ درگذشته ۲۱ آوریل ۱۹۶۵) یک ریاضی‌دان، فیزیک‌دان، و ستاره‌شناس اهل مجارستان بود.